# 그녀는 페리하라고 불린다
《그녀는 페리하라고 불린다》(튀르키예어: Adını Feriha Koydum)는 터키의 텔레비전 드라마이다.